# Zisterzienserinnenabtei Les Clairets
Die Zisterzienserinnenabtei Les Clairets (auch: Les Clérets) war von 1204 bis 1792 ein Kloster der Zisterzienserinnen in Mâle, Département Orne, in Frankreich.

## Geschichte
Mathilde von Braunschweig, Tochter des sächsischen Herzogs Heinrich dem Löwen und der Mathilde Plantagenet und Schwester des Kaisers Otto IV. stiftete 1204 gemeinsam mit ihrem Gemahl Gottfried von Perche südlich von Nogent-le-Rotrou im Bistum Chartres das Nonnenkloster Les Clairets (lateinisch: Claretis). Das Kloster befand sich am Fluss Huisne, auf der Grenze der heutigen Départements Orne und Eure-et-Loir.
Das Kloster unterstand ursprünglich dem Kloster Savigny. Unter Äbtissin Angélique d’Estampes de Valençay (1687–1708) weilte in den Jahren 1690–1692 dreimal der Ordensreformer Rancé im Kloster, das als erster Nonnenkonvent die strengeren Observanz befolgte (progressiv bis 1700, dann vollständig). Bei der Auflösung der Abtei durch die Französische Revolution im Jahre 1792 zählte der Konvent unter Äbtissin Thérèse Gabrielle de Villeneuve de Trans 29 Chornonnen und ackt Konversen. Dank der Familie des Plas sind das Äbtissinnenhaus als Schloss, ein Bauernhof, das Klosterportal, sowie in der Kapelle ein Reliquiar aus dem 17. Jahrhundert erhalten (in Privatbesitz).